# Alan McGuckian
Alexander Aloysius (Alan) McGuckian SJ (ur. 26 lutego 1953 w Ballymenie) – irlandzki duchowny katolicki, w latach 2017–2024 biskup Raphoe, biskup Down-Connor od 2024.

## Życiorys
Święcenia kapłańskie otrzymał 22 czerwca 1984 w zakonie jezuitów. Był m.in. dyrektorem centrum komunikacji w Dublinie, przełożonym klasztorów w Dublinie i Belfaście oraz kierownikiem jednego z kurialnych wydziałów diecezji Down-Connor.
9 czerwca 2017 papież Franciszek mianował go ordynariuszem diecezji Raphoe. Sakry udzielił mu 6 sierpnia 2017 metropolita Armagh - arcybiskup Eamon Martin.
2 lutego 2024 został mianowany ordynariuszem diecezji Down-Connor. 